# Majerit
Majerit est une police de caractères créée par Mário Feliciano pour le journal espagnol El País. Elle remplace Times Roman comme police de caractères du journal en octobre 2007 et est « plus moderne et plus lisible » selon Javier López, rédacteur en chef du design du journal. Elle est utilisée sur le site Web du journal depuis 2014. Elle sera conservée lors de la refonte du journal en mai 2015.
Mário Feliciano avait déjà créé des polices de caractères pour des journaux, dont notamment l’Eudald News pour le journal portugais Diário de Notícias.